# William Henry Gates II
Pour les articles homonymes, voir Gates.
William Henry Gates II, connu aussi comme Bill Gates Sr., né le 30 novembre 1925 à Seattle dans l'État de Washington et mort le 14 septembre 2020 dans sa maison de canal Hood, est un avocat américain dans les domaines des affaires et de l'humanisme international, cofondateur d'un des cent plus importants et prestigieux cabinets d'avocat des États-Unis. 
Philanthrope, il est le père de Bill Gates (fondateur de Microsoft), membre de l'American Academy of Arts and Sciences et coprésident de la Fondation Bill-et-Melinda-Gates fondée par son fils Bill et sa belle-fille Melinda en 2000.

## Biographie
William Henry Gates II naît le 30 novembre 1925 à Bremerton, au nord-ouest des États-Unis, et passe sa jeunesse dans le scoutisme américain.
Il porte le même nom que son père William Henry Gates et que son fils William Henry Gates III.
Après l'école secondaire, en 1943, il s'enrôle comme soldat dans l'infanterie de marine de l'armée américaine pour la Seconde Guerre mondiale jusqu'à la fin du conflit en novembre 1946, où il est rendu à la vie civile avec les honneurs militaires.
Il suit des études de droit à l'université de Washington de Seattle, Washington (financées par l'armée américaine en tant que héros vétéran volontaire), où il rencontre sa future épouse Mary Maxwell Gates.
Il obtient ses diplômes de juriste et d'avocat en 1949 et 1950 et pratique son métier d'avocat.
Il cofonde son cabinet de juriste et d'avocat d'affaire internationales Preston Gates & Ellis en 1964 à Seattle avec son collaborateur Harold Preston, et ouvre des bureaux partout aux États-Unis, y compris à Washington, D.C. où il plaide à la Cour suprême des États-Unis, en Europe et en Asie… Son cabinet fait partie des cents plus importants et prestigieux cabinets d'avocats juristes des États-Unis.
La société Microsoft fondée par son fils Bill Gates en 1975 est le plus important de ses clients et lui rapporte plus d'un milliard de dollars d'honoraires et de chiffre d'affaires.
En 1998, il prend sa retraite et se retire de son cabinet d'avocat à l'âge de 73 ans.
Il reste membre du conseil d'administration de l'université de Washington de Seattle, membre de l'American Academy of Arts and Sciences et coprésident de la Bill & Melinda Gates Foundation fondée par son fils Bill et sa belle-fille Melinda en 2000.
En 2018, Bill Gates révèle que son père est atteint de la maladie d'Alzheimer. Il meurt le 14 septembre 2020 à sa maison de Hood Canal à l'âge de 94 ans.

### Famille
William Henry Gates II se marie avec Mary Maxwell Gates dont il a trois enfants : Kristianne Gates, William Henri Gates III (surnommé Bill Gates), et Libby Gates.
Son épouse meurt en 1994 alors qu'il est âgé de 69 ans et il se remarie avec Mimi Gardner, directrice du musée d'art Seattle Art Museum de Seattle.